# Kanton Saint-Laurent-du-Var-Cagnes-sur-Mer-Est
Der Kanton Saint-Laurent-du-Var-Cagnes-sur-Mer-Est war von 1985 bis 2015 ein französischer Wahlkreis im Arrondissement Grasse, im Département Alpes-Maritimes und in der Region Provence-Alpes-Côte d’Azur. Hauptort (frz.: chef-lieu) war Saint-Laurent-du-Var.

## Gemeinden
| Gemeinde             | Einwohner (Stand: 2012) | Code postal | Code Insee |
| -------------------- | ----------------------- | ----------- | ---------- |
| Cagnes-sur-Mer *     | 7.759                   | 06800       | 06027      |
| Saint-Laurent-du-Var | 29.343                  | 06700       | 06123      |

* Teilbereich. Die angegebene Einwohnerzahl betrifft den zum Kanton gehörenden Teil der Stadt.